# Turrican
A Turrican egy 1990-ben számos platformra kiadott videójáték-sorozat első darabja, melyet Manfred Trenz tervezett és írt. A szoftverlicenc birtokosa a Factor 5 videójáték kiadó.

## A kiadás körülményei
A Turrican sorozat története 1989-ben kezdődött egy Commodore 64-re írt demóval, melyet aztán a teljes játék követett 1990-ben. Népszerűsége annak volt köszönhető, hogy olyan technikai megoldásokat mutatott fel grafika terén, melyről sokan nem hitték, hogy kihozható a C64-ből. A játékot főként maga Manfred Trenz fejlesztette és a Rainbow Arts kiadó terjesztette.
Az Amerikai Egyesült Államokban csak a játék Commodore változatait adta ki az Innerprise kiadó, míg a konzol változatokat egy harmadik játékterjesztő, az Accolade adta ki világszerte. Európában a játék Atari ST, Amstrad CPC, ZX Spectrum platformokra is megjelent. Az Amiga és Atari ST változatot a Factor 5 szoftverház fejlesztette, míg a C64-es változatot a Rainbow Arts. A ZX Spectrum-ra írt változat az Egyesült Királyságban a második legtöbb eladást érte el.

## Alaptörténet
Alterra elveszett kolóniája teljesen ember-alkotta világ, melyet régen elhagytak lakói egy közeli galaxisba. Alterra öt kolóniát foglal magában, melyek mindegyike önálló, mesterséges biológiai közeggel ellátott élettér, melyet a "Multiple Organism Unit Link" (MORGUL) nevű ökológiai rendszer fenntartó hálózat működtet. Az első telepesek ezt a rendszert használták az Alterra terraformálására is. Egy kataklizmatikus bolygórengés azonban súlyos csapást mért a rendszer interfészeire és MORGUL fellázadt és gyilkos vérengzésbe kezdett. A kevés túlélő borzalmas történeteket mesélt az őrjöngő mesterséges intelligenciáról. Az emberiség emberöltők óta kereste a módját a visszatérésnek az Alterrára, végül a géntechnológia alkotta meg a megmentőt, Turricant, a mutáns harcost, akinek a feladata a bolygó visszaszerzése. Időközben MORGUL szisztematikusan átformálta és kifordította önmagukból az Alterra életformáit, hogy szolgálják brutális, pusztító céljait. Turrican feladata tehát az Alterra ellenséges organizmusainak a kiirtása mind az öt többszintű kolónián belül és végül MORGUL három arcmásának az elpusztítása.

## Játékmenet
| Összegzőoldal | Értékelés |
| ------------- | --------- |
| GameRankings  | 69%       |

| Szerző          | Értékelés |
| --------------- | --------- |
| 576 KByte       | 89%       |
| Sinclair User   | 79%       |
| Your Sinclair   | 92%       |
| Zzap!64         | 97%       |
| MicroHobby (ES) | [ 8 ]     |
| MegaTech        | 73%       |

| Szerző  | Díj         |
| ------- | ----------- |
| Zzap!64 | Gold Medal  |
| Crash   | Crash Smash |
| C+VG    | C+VG Hit    |

A Turrican a Nintendo Entertainment Systemre kiadott Metroid nevű sci-fi akciójáték és a Psycho-Nics Oscar játéktermi játék keresztezéseként jellemezhető. Míg a nagy mennyiségű szint és a főhős alakváltó képessége a Metroidot idézi, addig a grafikai terv, a fegyverek inkább a Psycho-Nics Oscarra emlékeztetnek. Az időszak többi hasonló akciójátékával ellentétben a Turrican nem követeli meg a lineáris végigjátszást, hanem lehetőséget ad titkos rejtekhelyek felfedezésére.

## Zene
A Turrican akciójáték-sorozat a minőségi betétdalai miatt is széles körben ismert. Chris Hülsbeck szerezte az Amiga, Mega Drive, illetve SNES-re kiadott Turrican folytatások (Turrican 1-2-3, Mega Turrican, Super Turrican 1-2) zenéit. A játék főcímképernyőjét a Manowar zenekar 1988-as Kings of Metal albumának borítója ihlette.

## Folytatások

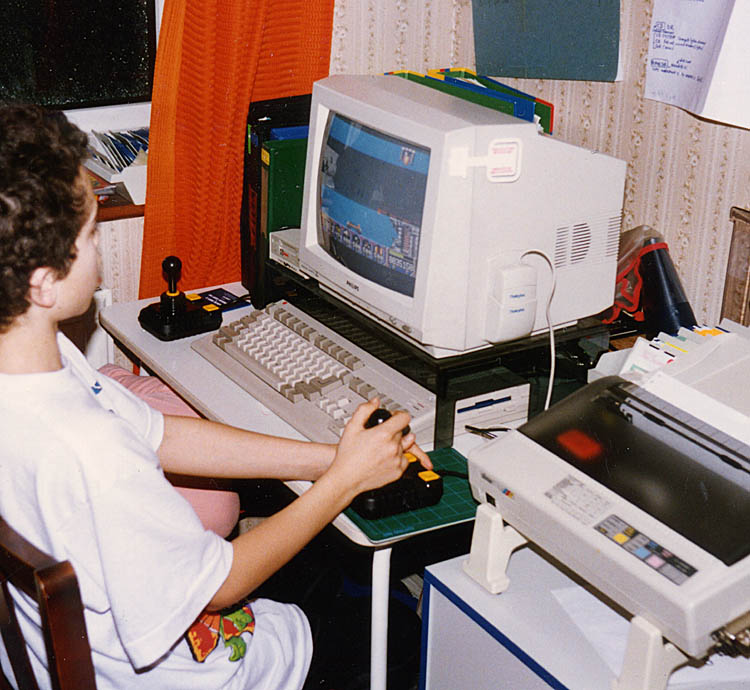
Turrican fut egy Amiga 500-on

### Megjelent
- Turrican II: The Final Fight (1991): C64, Amiga, CDTV, Atari ST, Amstrad CPC, ZX Cpectrum, DOS, Mega Drive, Game Boy, SNES
- Mega Turrican/Turrican 3: Payment Day (1993): Amiga, Sega Mega Drive
- Super Turrican (1993): NES, SNES
- Super Turrican 2 (1995): SNES

### Kiadatlan maradt
- Turrican 3D (2000): A THQ tervezte a kiadását Windowsra és Dreamcastra,[12] de végül soha sem jelent meg anyagi okok miatt.[13]
- Next-gen Turrican (2007): A Factor 5 amerikai leányvállalata fejlesztette „Project Cyclone” munkanéven PlayStation 3-ra, de a cég csődje miatt sohasem valósult meg.[14]

### Rajongói kiadás
- Hurrican (2007): egy freeware Turrican-klón/remake Windowsra,[15] melynek a forráskódja 2012-től nyilvános.[16][17]

## Fordítás
- Ez a szócikk részben vagy egészben  a   Turrican című angol Wikipédia-szócikk fordításán alapul.  Az eredeti cikk szerkesztőit annak laptörténete sorolja fel. Ez a jelzés csupán a megfogalmazás eredetét és a szerzői jogokat jelzi, nem szolgál a cikkben szereplő információk forrásmegjelöléseként.